# هنک فریزر
الگو:سال ۲۰۲۵ در باشگاه استقلال
هنک فریزر (هلندی: Henk Fräser؛ زادهٔ ۷ ژوئیهٔ ۱۹۶۶) یک بازیکن فوتبال سابق و مربی کنونی اهل هلند است.

## باشگاهی
از باشگاه‌هایی که در آن بازی کرده‌است می‌توان به فاینورد، اسپارتا روتردام، و اوترخت اشاره کرد.

## تیم ملی
وی همچنین در تیم ملی فوتبال هلند بازی کرده‌است.